# 贺源
贺源（1986年—），湖南溆浦人，苗族，中华人民共和国政治人物、第十二届全国人民代表大会解放军代表。
毕业于国防科技大学指挥自动化专业。加入中国共产党。2013年，担任全国人大代表。